# 松川昭博
松川 昭博（まつかわ あきひろ、1962年4月 - ）は、日本の病理学者、医師、医学博士。岡山大学・教授などを務める。専攻は医学（特に実験病理学、免疫学など）。

## 来歴
熊本県出身。熊本県立玉名高等学校卒業。
1987年に、熊本大学医学部医学科を卒業し、同大学で 研修医（整形外科）となる。1993年に同大学院医学研究科を修了した、同医学部助手に任じられる。同年、熊本大学より医学博士号を取得した。
1998年にはアメリカ合衆国のミシガン大学医学部に、主任研究員として留学した。帰国後、2003年に熊本大学医学部講師となり、2004年に大学院医学薬学部助教授に昇任した。
2005年に岡山大学大学院医歯薬学総合研究科教授に就任する。2014年に大学改革担当の学長補佐となり、以後併任の形で医学部医学科長（2015年）、副理事および全学教育・学生支援機構高等教育開発推進室副室長といった役職に就いた。